# Bernède
Bernède é uma comuna francesa na região administrativa de Occitânia, no departamento de Gers. Estende-se por uma área de 8,18 km². Em 2010 a comuna tinha 206 habitantes (densidade: 25,2 hab./km²).